# Norwegian Wood (film)
Norwegian Wood (ノルウェイの森, Noruwei no Mori) is een Japanse film van de Vietnamese regisseur Trần Anh Hùng uit 2010. De film is gebaseerd op de gelijknamige roman van Haruki Murakami. De muziek is gecomponeerd door Jonny Greenwood.

## Rolverdeling
| Personage                     | Acteur             |
| ----------------------------- | ------------------ |
| Watanabe                      | Kenichi Matsuyama  |
| Naoko                         | Rinko Kikuchi      |
| Midori Kobayashi              | Kiko Mizuhara      |
| Nagasawa                      | Tetsuji Tamayama   |
| Kizuki                        | Kengo Kora         |
| Reiko Ishida                  | Reika Kirishima    |
| Hatsumi                       | Eriko Hatsune      |
| universiteitsdocent           | Shigesato Itoi     |
| winkelbaas bij een platenzaak | Haruomi Hosono     |
| portier                       | Yukihiro Takahashi |

## Ontvangst
The Daily Telegraph zei dat Hung “moedig” was om Murakami's roman te verfilmen, maar dat de film overkomt als een "loutere samenvatting van Murakami's boek”.